# Adler Arena
L'Adler Arena (in russo Адлер-Арена?) è l'impianto costruito per ospitare le gare di pattinaggio di velocità dei XXII Giochi olimpici invernali di Soči 2014. La struttura è ubicata all'interno del Parco olimpico di Adler, distretto municipale di Soči, in Russia.
L'impianto è stato aperto nel 2012 e, dopo le Olimpiadi, sarà trasformato in un centro espositivo. È costato 32800000 $, compreso le opere temporanee per i Giochi olimpici. Prima delle Olimpiadi ha ospitato i Campionati mondiali di pattinaggio di velocità su distanza singola 2013.